# 中央密码工作领导小组办公室
中央密码工作领导小组办公室（简称中央密码办），与国家密码管理局（简称国家密码局）一个机构两块牌子，是主管中华人民共和国政务密码、商用密码工作的副部级中共中央直属机关的下属机构暨国务院部委管理的国家局，现由中共中央办公厅管理。中共中央办公厅机要局与中央密码工作领导小组办公室一个机构两块牌子，同时是中共中央办公厅内设机构。

## 沿革

### 中办机要局
1942年4月4日，中央书记处发出“中央关于成立机要局的通知”，把中央秘书处机要科、中央军委机要科和中央社会部机要科合并为统一的中央机要局，康生兼任局长，李质忠任副局长，中央机要工作委员会委员有康生、叶剑英、王首道、李质忠。1943年3月，中央机构调整和精简，中央机要局合并于中央机要科，李质忠任科长，曾三任政治协理员。
中华人民共和国成立时，中共中央办公厅（简称中办）设有：中央机要局、中央书记处政治秘书室、中办特别会计室、中央秘书处、中央机要处、中央警卫处、中央直属机关供给部。此后中办的机构几经变化，到1965年，中央办公厅下设警卫局、机要交通局、机要局、秘书室、国家档案局、中央档案馆、人事处，中央直属机关事务管理局及办公厅直属各组。“文化大革命”前，中办的机构设置是：机要室、秘书室、直属各组、特别会计室、警卫局、机要局、机要交通局、人事处、国家档案局、中直管理局、中央档案馆。1966年7月，机要室、秘书室和直属各组（即“后楼”）被撤销，成立秘书局。1969年5月以后，秘书局、警卫局、机要局、机要交通局分别改成秘书处、警卫处、机要处、机要交通处。
1976年10月时，办公厅下设12个处室（部、馆、校）。1988年，中办机构改革，调整后设调研室、秘书局、警卫局、机要局、机要交通局、中直管理局、中央档案馆、毛主席纪念堂管理局、特别会计室、老干部局、人事局、机关党委办公室12个局级机构。1993年12月，中办机构改革，调整后设一个副部级机构（中央档案馆暨国家档案局），10个职能局：调研室、秘书局（其中法规室是副局级机构，设在秘书局）、警卫局、机要局、机要交通局、中直管理局、特别会计室、老干部局、人事局和机关党委。

### 中央密码办、国家密码局
1993年3月5日至7日，中共十四届二中全会在北京举行，通过了《关于党政机构改革的方案》。同年7月2日，中央发出《关于印发〈关于党政机构改革的方案〉和〈关于党政机构改革方案的实施意见〉的通知》。《方案》指出，中央现有议事性委员会或领导小组12个：中央财经领导小组、中央对台工作领导小组、中央机构编制委员会、中央外事工作领导小组、中央农村工作领导小组、中央党的建设工作领导小组、中央宣传思想工作领导小组、中央党史领导小组、中央社会治安综合治理委员会、中央保密委员会、中央密码工作领导小组、中央保健委员会。可见中央密码工作领导小组在1993年以前已成立。
早在1998年以前，国家密码管理委员会及其办事机构国家密码管理委员会办公室便已成立。1999年10月7日，中华人民共和国国务院令第273号发布《商用密码管理条例》，自发布之日起施行。该条例第四条规定：“国家密码管理委员会及其办公室（以下简称国家密码管理机构）主管全国的商用密码管理工作。”“省、自治区、直辖市负责密码管理的机构根据国家密码管理机构的委托，承担商用密码的有关管理工作。”
2005年3月25日，《国家密码管理局公告（第1号）》称“经中央机构编制委员会批准，原国家密码管理委员会办公室更名为国家密码管理局，履行对全国的密码管理职能。”“《商用密码管理条例》和相关法规赋予原国家密码管理委员会办公室的各项管理职能，由国家密码管理局行使。”“自2005年3月25日起，启用‘国家密码管理局’印章。此前由原国家密码管理委员会办公室印发的文件和各种证书，除已明确废止或已过有效期的外，其余继续有效。”
2008年3月21日《国务院关于部委管理的国家局设置的通知》（国发〔2008〕12号）规定，“国家保密局与中央保密委员会办公室、国家密码管理局与中央密码工作领导小组办公室，一个机构两块牌子，列入中共中央直属机关的下属机构。”2013年3月19日《国务院关于部委管理的国家局设置的通知》（国发〔2013〕15号）规定，“国家档案局与中央档案馆、国家保密局与中央保密委员会办公室、国家密码管理局与中央密码工作领导小组办公室，一个机构两块牌子，列入中共中央直属机关的下属机构序列。”
密码科学技术国家重点实验室由国家密码管理局主管，于2014年11月由中华人民共和国科技部批准建设。
国家密码管理局门户网站于2017年6月1日正式开通，是由国家商用密码管理办公室网站升级改版建成，是国家密码管理局对外发布政务信息和提供在线服务的综合平台。
在省、市、县三级，党委密码工作领导小组办公室、人民政府密码管理委员会办公室、党委机要局、人民政府的密码管理局，四块牌子一套机构，列入党委机构序列。

## 职责
根据有关规定，国家密码管理局承担下列职能：
1. 组织贯彻落实党和国家关于密码工作的方针、政策，研究提出解决密码工作发展中重大问题的建议；
2. 拟订密码工作发展规划，起草密码工作法规并负责密码法规的解释，组织拟订密码相关标准；
3. 依法履行密码行政管理职能，管理密码科研、生产、装备（销售），测评认证及使用，查处密码失泄密事件和违法违规研制、使用密码行为，负责有关密码的涉外事宜;
4. 对密码工作部门实施业务领导；
5. 负责网络与信息系统中密码保障体系的规划和管理，规划、建设和管理国家密码基础设施；
6. 指导密码专业教育和密码学术交流，组织密码专业人才教育培训，对高等院校、科研机构、学术团体开展密码基础理论与应用技术研究、交流进行指导。

## 机构设置
根据有关规定，中央密码工作领导小组办公室、国家密码管理局设置下列机构：

### 内设机构
- 局办公室
- 政策法规室[14]
- 业务指导处[15]
- 科技管理处
- 普密管理处
- 专控管理处
- 商用密码管理办公室[16]
- 通信中心[15]
- 中共中央办公厅信息中心[17]

### 直属事业单位
- 商用密码检测认证中心（商用密码标准研究院）
- 北京信息科学技术研究院[18]

## 历任领导
中共中央办公厅机要局
| 局长 - 李质忠（1965年11月－1967年1月，中央办公厅副主任兼；1979年1月－1982年4月，中央办公厅副主任兼） - 汪导海（？－1985年10月） …… - 王振川（1993年6月－1996年3月） - 何虎林（？－？） - 张彦珍（？－2010年11月） - 魏允韬（2011年5月－？） - 李兆宗（？－2021年3月） - 任京东（？－） 巡视员 - 张景瑞（？－？） | 副局长 - 汪导海（1979年4月－？，副局长、第一副局长） …… - 林波（？－？） - 王勇格（？－？） - 陈久松（？－？） - 张彦珍（？－？，副局长、常务副局长） - 李兆宗（？－？） - 冯登国（？－？） - 何良生（？－） - 刘平（？－） - 徐汉良（？－） 副巡视员 |

| 中央密码工作领导小组办公室 主任 - 张彦珍（？－2010年11月） - 魏允韬（2010年11月－？） - 李兆宗（2021年3月－） 副主任 - 曹永煜（？－2009年12月） - 张彦珍（？－？） - 魏允韬（？－2010年11月） - 任守信（？－？） - 王长喜（？－？） - 解津伟（？－？） - 冯登国（？－？） - 何良生（？－） - 刘平（？－） - 徐汉良（？－） | 国家密码管理局 局长 - 张彦珍（？－2010年11月） - 魏允韬（2010年11月－？） - 李兆宗（2021年3月－） 副局长 - 曹永煜（？－2009年12月） - 张彦珍（？－？，副局长、常务副局长） - 魏允韬（？－2010年11月） - 任守信（？－？） - 王长喜（？－？） - 解津伟（？－？） - 冯登国（？－？） - 何良生（？－） - 刘平（？－） - 徐汉良（？－） |